# World of Tanks Console
World of Tanks: Modern Armor — многопользовательская онлайн-игра в жанре action для платформ Xbox 360, Xbox One, Xbox Series X/S, PS4, PS5.
После наиболее крупного обновления в 2018 году игра приобрела название World of Tanks: Наёмники. Добавилась новая ветка танков, главным отличием которой являлся аналог системы личных боевых задач, значительно усложняющий получение танков ветки Наёмников.
Добавился сюжет «Военных хроник»:
В альтернативной вселенной Вторая мировая не закончилась в 1945-м, человечество умирает от голода, а танкисты вынуждены выполнять контракты разной степени тяжести, например «Обогащение ураном».

## История
Разработкой занималась студия Wargaming West, бывшая Day 1 Studios, приобретённая компанией Wargaming 29 января 2013 года. Первый прототип был подготовлен за «считанные дни».
Анонс игры состоялся в июне 2013 года на выставке E3 в Лос-Анджелесе.
В стадию бета-тестирования игра перешла 3 октября 2013 года.
3 июня 2014 года в World of Tanks: Xbox 360 Edition появилась советская линейка танков.
По окончании бета-тестирования статистика и достижения участников были обнулены. Далее разрабатывалась под названием World of Tanks: Xbox 360 Edition как многопользовательский онлайн-экшен для Xbox 360, разработанный Wargaming West и изданный компанией Microsoft.
Игра являлась консольной версией ММО-экшена World of Tanks, посвящённого бронированным машинам середины XX века. World of Tanks: Xbox 360 Edition вышла в глобальный релиз 12 февраля 2014 года. Игра распространялась в цифровом виде по условно-бесплатной модели. 21 июля 2020 года с выходом обновления 5.0 версия для Xbox 360 прекратила свою работу.

## Обзор игры
Парк техники представлен сотней моделей танков США, Франции, Японии, Китая, Германии, Великобритании, СССР, Чехословакии, Италии.
В игре:
- Доступно пять классов техники;
- Онлайн-сражения 15 на 15;
- Около 700 настоящих боевых машин 12 наций;
- Карты с разнообразным ландшафтом и погодными эффектами;
- Встроенная поддержка Xbox One X и самая современная графика в разработке;
- Регулярные обновления с новым контентом и специальные игровые события.

После регистрации игрок получает танк 3-го уровня с базовой комплектацией и постепенно исследует новые боевые машины, расположенные на более высоких уровнях деревьев развития.
За участие в акциях ежемесячно выдаются премиум-танки VI — VIII уровней.
.

### Игровые режимы
В World of Tanks: Xbox 360 Edition представлено три боевых режима:
- «Стандартный бой». Каждая из команд пытается захватить базу противника или уничтожить всю его технику;
- «Встречный бой». Команды сражаются за нейтральную базу, захват которой принесёт победу;
- «Штурм». Только у одной команды есть база. Её задача — оборонять базу или уничтожить всю технику противника.

Помимо основных боевых сценариев, игрокам доступен режим обучения, позволяющий познакомиться с основами игрового процесса.

### Управление
Управление осуществляется с помощью игрового контроллера с различными возможностями настройки.

### Экономика
World of Tanks: Modern armor доступна бесплатно для владельцев аккаунта Xbox Live Gold.
В игре предложено три типа ресурсов: кредиты, игровой опыт, игровое золото. Кредиты и опыт зарабатываются в боях. Золото доступно за очки Microsoft и используется для покупки премиум-аккаунта, увеличивающего доход на 50 %.
Игра поддерживает программы Xbox Live Parties, Xbox Live Friends и Xbox Live Achievements.

## Геймплей
World of Tanks: Xbox 360 Edition разработана с помощью мультиплатформенного движка Despair, ранее использованного в шутере F.E.A.R. 3.

### Техника в игре
В игре представлено пять классов техники: лёгкие танки, средние танки, тяжёлые танки, противотанковые самоходные артиллерийские установки (ПТ-САУ) и самоходные артиллерийские установки (САУ).

### Игровые локации
Сражения World of Tanks: Xbox 360 Edition проходят на картах World of Tanks, адаптированных под требования консоли.
На момент релиза в распоряжении игроков было семь боевых локаций.
18-24 марта 2013 прошла акция «Время новых карт», во время которой игроки могли расширить число доступных локаций путём уничтожения рекордного количества вражеской техники за определённое время.

## Критика
World of Tanks: Xbox 360 Edition получила положительные отзывы от игровых медиа. Средняя оценка на Metacritic составляет 77/100. На GameRankings рейтинг игры приближается к 77.